# Blanchester (Ohio)
Blanchester es una villa ubicada en el condado de Clinton en el estado estadounidense de Ohio. En el Censo de 2010 tenía una población de 4243 habitantes y una densidad poblacional de 385,92 personas por km².

## Geografía
Blanchester se encuentra ubicada en las coordenadas 39°17′42″N 83°58′23″O / 39.29500, -83.97306. Según la Oficina del Censo de los Estados Unidos, Blanchester tiene una superficie total de 10.99 km², de la cual 10.74 km² corresponden a tierra firme y (2.29%) 0.25 km² es agua.

## Demografía
Según el censo de 2010, había 4243 personas residiendo en Blanchester. La densidad de población era de 385,92 hab./km². De los 4243 habitantes, Blanchester estaba compuesto por el 97.83% blancos, el 0.42% eran afroamericanos, el 0.26% eran amerindios, el 0.26% eran asiáticos, el 0.05% eran isleños del Pacífico, el 0.05% eran de otras razas y el 1.13% pertenecían a dos o más razas. Del total de la población el 0.4% eran hispanos o latinos de cualquier raza.